# 堀尾浩
堀尾 浩（ほりお ひろし 1965年 - ）は、日本の建築家。北海道を拠点に活動。北海道白老町生まれ。

## 来歴
1988年3月、日本大学理工学部建築学科を卒業。1990年3月、日本大学大学院理工学研究科建築学専攻修士課程を修了。同年、日建設計に入社し、1992年にアトリエブンクに移る。
2007年に堀尾浩建築設計事務所を開設した。
教職としては、1999年に北海学園大学の非常勤講師に就任。以降、北海道大学、室蘭工業大学、北海道科学大学で非常勤講師を務める。

## 受賞等
- 幕別町保健福祉センター
  - 第22回北海道建築賞（1996年）
  - 日本建築学会作品選奨（1998年）
- 藻岩山のある家
  - きらりと光る北の建築賞（2004年）
- 空方(そらざま)の家
  - 日本建築家協会北海道支部住宅部会フキノトウ賞（2009年）
- 美幌の家
  - 第12回JIA環境建築賞（2012年）[1][2]
- 当麻の家
  - 日本建築家協会北海道支部住宅部会ハルニレ賞（2013年）[3][4][5][6]

## その他の作品
- ウチ庭がある家[7]
- 住みつなぐ家[8][9]
- 呼人の家[10][11]
- 光環の家[12][13]
- アジトのある家[14]